# Plage de Joatinga
 (janvier 2022).

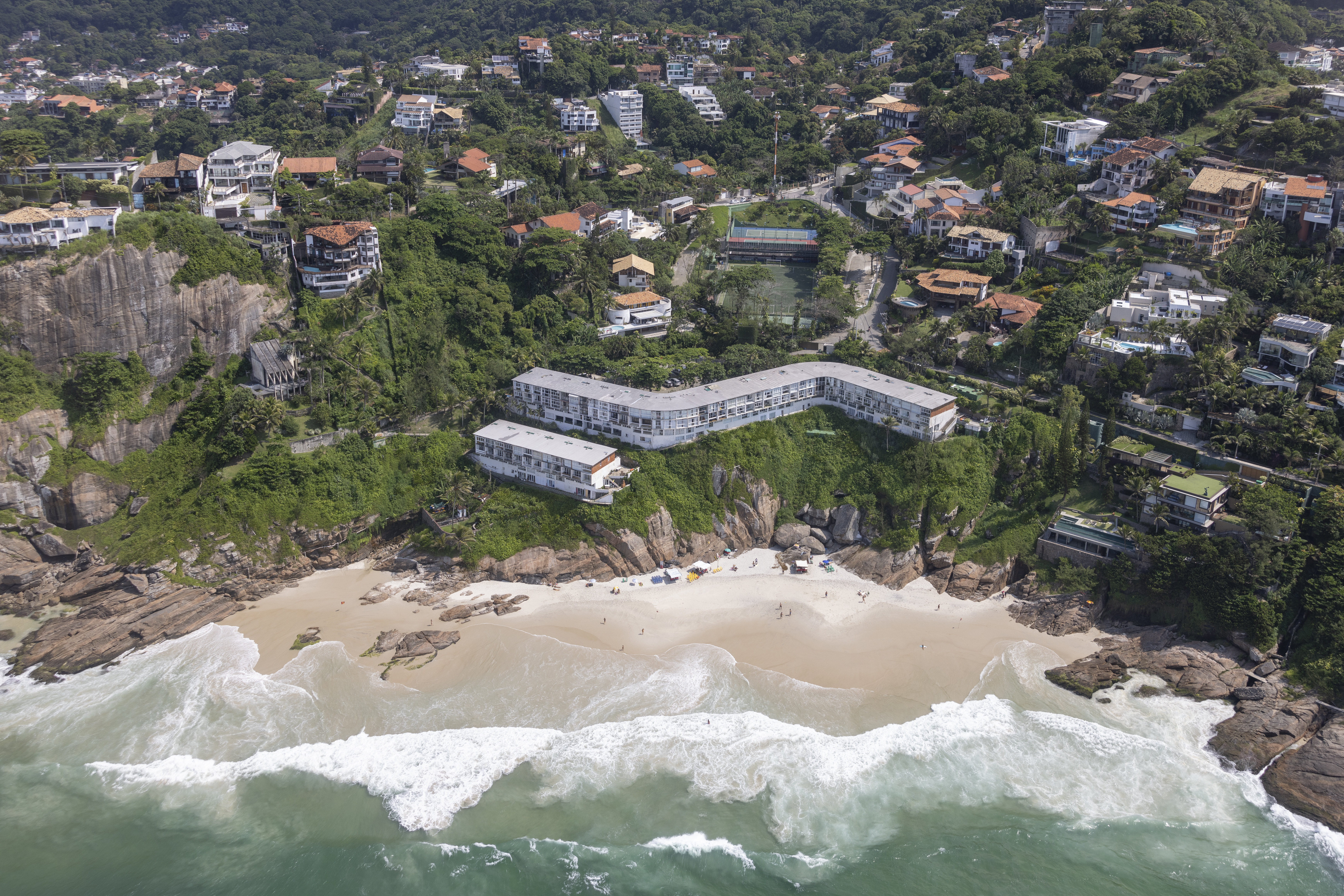
Vue aérienne de la plage de Joatinga.

La plage de Joatinga est une plage brésilienne située dans le quartier de Joá, à l'ouest de la ville de Rio de Janeiro. C'est une petite plage, longue de moins de 300 m, que l'on peut parcourir à pied d'un bout à l'autre en moins de dix minutes. Elle n'est pas accessible les jours de marée haute, car les vagues recouvrent la bande de sable.

## Caractéristiques
Elle est assez fréquentée par des personnalités à la recherche d'un endroit plus réservé. Elle est également très appréciée des surfeurs, car les vagues ont un grand potentiel. C'est cependant, en majorité, la présence des pratiquants de bodyboard, qui se trouvent principalement du milieu de la plage à l'extrême droite, là où la présence des surfeurs est moindre. Pour les amateurs de soleil, c'est une plage moins intéressante, car, en fin d'après-midi, l'ombre des immeubles recouvre la bande de sable.
À l'extrémité gauche de la plage, à Ponta do Marisco, se trouve le club privé de la Costa Brava.

## Source de traduction
- (pt) Cet article est partiellement ou en totalité issu de l’article de Wikipédia en portugais intitulé « Praia da Joatinga » (voir la liste des auteurs).